# Nymphe (Schiff, 1916)
Das Minenschiff Nymphe (M 42) war ein Minensuchboot aus dem Ersten Weltkrieg. 1923 nach Frankreich verkauft, wurde das Boot im Zweiten Weltkrieg von der Wehrmacht requiriert und 1945 versenkt.

## Geschichte
Das Schiff zählte zu einer 30 Einheiten umfassenden Bauserie des Typs Minensuchboot 1915, die in den Jahren 1915/16 von verschiedenen Werften für die Kaiserliche Marine gebaut wurde. Die M 42 wurde 1916 beim Bremer Vulcan gebaut und am 22. September des Jahres fertiggestellt. Nach Kriegseinsatz wurde es von der Reichsmarine 1922 an den Norddeutschen Lloyd abgegeben und zum Dampf-Fährschiff Nymphe mit Heimathafen Bremen und einer Vermessung von 385 Bruttoregistertonnen umgebaut. 1923 wurde die Fähre an Camille Blanc in Nizza verkauft, der sie in La Nymphe umbenannte und schon 1924 an den Vicomte Le Guales de Mezaubran weiterveräußerte. 1930 erwarb die Société Anonyme des Bains de Mer et du Cercle des Etrangers de Monaco das zunächst weiterhin in Nizza beheimatete Schiff. 1934 wechselte der Heimathafen nach Monaco.
Nach Beginn des Zweiten Weltkriegs im Jahr 1939 übernahm zunächst die französische Marine das Schiff und setzte es als Hilfsminensucher AD 204 ein. 1940 wurde das Schiff von deutschen Truppen beschlagnahmt und im Mai 1944 von der Kriegsmarine als Ersatz für die Kehrwieder (ex-M 120) als Minenleger Nymphe in Dienst gestellt. Die Nymphe wurde von der 7. Sicherungs-Division südlich von La Spezia sowie im Golf von Genua eingesetzt. Nachdem das Schiff seine letzte Aufgabe, den Hafen von Genua zu verminen, erfüllt hatte, wurde es im April 1945 von der Besatzung dort versenkt.